# ابن السمناني
ابن السَّمْناني (ت. 499 هـ / 1105م) هو من فقهاء الحنفية.
هو علي بن محمد بن أحمد، أبو القاسم الرحبي المعروف بابن السمناني. ولد برحبة مالك (بين حلب وقرقيسية).

## آثاره
من آثاره: «روضة القضاة وطريق النجاة» أو «أدب القاضي» فرغ من كتابته سنة 478 هـ وهو مطبوع (دار الفرقان للنشر والتوزيع، 1984 م).